# Kanał Sztolniowy
Kanał Sztolniowy – nieistniejący kanał pomiędzy Gliwicami a Zabrzem wybudowany w latach 1801–1812 w dolinie Bytomki. Łączył Główną Kluczową Sztolnię Dziedziczną w Zabrzu i Kanał Kłodnicki.

## Historia budowy
Pomysł przedłużenia Kanału Kłodnickiego w kierunku zachodnim do Zabrza i połączenia go z podziemną sztolnią służącą do odwadniania kopalń, a wykorzystywaną też do transportu węgla na łodziach, powstał około 1800 roku. Bezpośrednim impulsem było powstanie w Gliwicach huty (1798). Projekt kanału wykonał inżynier Promnitz pełniący funkcję inspektora wałowego. Kanał był na ukończeniu w 1806, kiedy to wybuchła wojna Prus z Napoleonem i prace przerwano. Ostatecznie kanał uruchomiono w maju 1812. 20 maja przepłynął pierwszy transport węgla.

## Opis
Długość kanału wynosiła 8474 m, koszt budowy ok. 95 000 talarów. Kanał zasilany był wodami rzeki Bytomki oraz wodą odprowadzaną poprzez Główną Kluczową Sztolnię Dziedziczną.
Przy wylocie sztolni znajdował się port, gdzie skrzynie z węglem były przeładowywane na barki przy pomocy żurawia.
Na kanale zaprojektowano dwie pochylnie wzorowane na rozwiązaniach angielskich, na których łodzie, w celu pokonania różnicy poziomów, przeciągane były po szynach.

## Znaczenie
Kanał Sztolniowy był istotną częścią drogi wodnej łączącej kopalnie i huty na terenie Górnego Śląska z rzeką Odrą. Węgiel transportowany łodziami przez Główną Kluczową Sztolnię Dziedziczną miał być przeładowywany w porcie u wylotu sztolni i transportowany dalej barkami przez Kanał Sztolniowy, Kanał Kłodnicki do Odry. Był również ważnym elementem w systemie odwadniania kopalń – do niego odprowadzana była woda z Głównej Kluczowej Sztolni Dziedzicznej.
Z czasem okazało się, że kanał służy jedynie do transportu węgla na potrzeby huty w Gliwicach, w zawiązku z czym w 1824 rozebrano niewykorzystywaną pochylnię przy hucie (węgiel do portu w Gliwicach dostarczany był na wozach konnych). Na początku XX wieku przestarzały i nie modernizowany Kanał Kłodnicki stracił na znaczeniu, w 1933 podjęto decyzję o budowie nowej drogi wodnej (Kanał Gliwicki). Niedługo później (1936) całkowicie zaniechano transportu węgla Główną Kluczową Sztolnią Dziedziczną. Kanał Sztolniowy wyłączono z użytkowania i rozebrano część urządzeń na jego przebiegu.  Dodatkowymi przyczynami zaprzestania żeglugi po kanale było jego łatwe zamulanie się i obawa, że poprzez pogłębienie kanału mogą być zalane wyrobiska kopalni Królowa Luiza w Zabrzu (poprzez Główną Kluczową Sztolnię Dziedziczną). Kanał wykorzystywano jeszcze jedynie do odprowadzania wody z kopalń oraz napędzania części urządzeń hutniczych. W 1953 zlikwidowano ostatecznie wylot sztolni, a kanał sztolniowy zasypano.